# Nicolae Petrescu-Comnen
Nicolae Petrescu-Comnen (n. 24 august 1881, București – d. 8 decembrie 1958, Florența, Italia) a fost avocat,  jurist, diplomat, profesor, magistrat, publicist și om politic român, care a îndeplinit funcția de ministru al afacerilor străine (1938).

## Biografie
Nicolae Petrescu-Comnen s-a născut la data de 24 august 1881, în municipiul București. A urmat studiile primare și secundare la București și apoi pe cele superioare la Paris, unde-și ia licența și doctoratele în Drept (1905), Litere și Istorie. În anul 1903 își adaugă și numele familiei bizantine Comnen, din care el susținea că se trage.
Începând din anul 1902 practică avocatura, apoi devine magistrat la Tribunalul Ilfov (până în 1914), Avocat al Statului și profesor de economie și legislație industrială la Facultatea de Drept din București. Nicolae Petrescu-Comnen este ales deputat în primul parlament al României Mari, și la sfatul lui Ion I.C. Brătianu intră în diplomație unde a avut o bogată activitate: trimis extraordinar și ministru plenipotențiar al României la Berna (1923-1928), la Berlin (1928-1930), la Vatican (1930-1932) și din nou la Berlin (1932-1938).
În anul 1938, este chemat în țară și numit în funcția de subsecretar de Stat în Ministerul Afacerilor Străine (17 februarie - 30 martie 1938) și apoi în cea de ministru de externe (30 martie - 20 decembrie 1938), în cel de-al doilea guvern prezidat de către patriarhul Miron Cristea. Din această funcție, în lumina Acordului de la München, Petrescu-Comnen îi cere părerea ministrului britanic de externe, Edward Wood, în legătură cu planurile Germaniei de creare a unui stat independent în Ucraina subcarpatică, o posibilă dezmembrare a Ucrainei, în legătură cu rolul pozitiv al Antantei Balcanice și scăderea viabilității Micii Antante și un viitor statut „neutru” al Ceho-Slovaciei, de asemenea o posibilă strămutare a evreilor din România Mare într-un teritoriu al Imperiului Britanic din Africa, motivând „antisemitismul latent” din România prin numărul exagerat de medici și avocați evrei, și susținând că această soluție ar fi benefică și pentru statul român, și pentru colonie, și pentru evrei.
Este apoi trimis din nou cu misiuni diplomatice la Vatican în perioada 1938-1940.

### Pensionare, mutare la Florența
După ce generalul Ion Antonescu devine prim-ministru al României, Nicolae Petrescu-Comnen a fost disponibilizat și apoi pensionat. S-a stabilit în orașul italian Florența unde s-a dedicat publicisticii.  În mai 1945 devine Cetățean de Onoare al orașului Florența pentru merite deosebite la salvarea comorilor artistice și la protejarea cetățenilor de ororile și bombardamentele celui de-al Doilea Război Mondial.
A încetat din viață în acest oraș la data de 8 decembrie 1958.

## Operă
Nicolae Petrescu-Comnen a publicat lucrări de drept, istorie și memorialistică, dintre care menționăm următoarele: 
- Etudes sur les origines de la Magistrature Roumaine, (1902)
- Etudes sur la conditions des Israélites en Roumanie, Paris, Pedone,1905
- Câteva considerațiuni asupra socialismului, (1909)
- Studiu asupra intervențiunii statului între capital și muncă, București, Göbl, 1910
- Notes sur la guerre roumaine, Paris, Payot, 1917
- Statutul internațional al României și devenirea ei istorică (1933)
- Dreptul la viață al națiunilor mici (1944)

De asemenea, el a publicat o serie de articole în presa elvețiană și franceză în care a subliniat efortul și sacrificiile pe care le-au făcut românii pentru susținerea frontului alături de Antantă.